# Войски на бреговата охрана и отбрана
Войските на бреговата охрана и отбрана са род войски на ВМС на Русия.
Предназначени са за защита на пунктовете на базиране на силите на ВМС, пристанищата, важните участъци от крайбрежието, островите, проливите и стесненията от нападение на кораби и морски десанти на противника.
Основа на тяхното въоръжение са бреговите ракетни комплекси и артилерия, зенитните ракетни комплекси, минно и торпедно оръжие, а също и специалните кораби на бреговата отбрана (охрана на воден район).
За подсигуряване на отбраната на силите на войските на крайбрежието се създават брегови укрепления.